# Osman Murillo
Osmán de los Ángeles Murillo Segura (ur. 18 września 1985) – kostarykański judoka. Olimpijczyk z Londynu 2012, gdzie zajął szesnaste miejsce w wadze lekkiej.
Uczestnik mistrzostw świata w 2007, 2009 i 2013. Brązowy medalista igrzysk Ameryki Środkowej i Karaibów w 2010. Triumfator mistrzostw Ameryki Środkowej w 2010 i drugi w 2006 roku.

## Letnie Igrzyska Olimpijskie 2012
| Konkurencja | II runda              | Klas. końcowa |
| Konkurencja | Przeciwnik            | Miejsce       |
| ----------- | --------------------- | ------------- |
| 73 kg       | Hussein Hafiz (EGY) P | 16.           |